# Tattarisaari (ö i Södra Savolax)
Tattarisaari är en ö i Finland. Den ligger i sjön Ylä-Lyly och i kommunen Pieksämäki i den ekonomiska regionen  Pieksämäki ekonomiska region  och landskapet Södra Savolax, i den centrala delen av landet, 280 km nordost om huvudstaden Helsingfors. Öns area är 0,1 hektar och dess största längd är 70 meter i sydöst-nordvästlig riktning.